# Муниципальная библиотека Бидебарриэта
Муниципальная библиотека Бидебарриэта (исп. Biblioteca Municipal de Bidebarrieta, баск. Bidebarrietako Udal Liburutegia) — публичная библиотека в Испании, расположенная в городе Бильбао.

## История
Первое упоминание о муниципальной библиотеке Бильбао относится к 1877 году. Мэром Бильбао в то время был Пабло де Альсола, призывавший жителей города жертвовать книги в библиотеку.
Здание на улице Бидебарриэта (исторический центр города), в котором впоследствии была размещена библиотека, до 1888 года было домом географа Рамона Адана де Ярса. Позднее оно было перестроено по проекту архитектора Северино де Ачукарро (исп.) для размещения штаб-квартиры общества El Sitio, призванного распространять либеральные ценности Просвещения. Роспись потолка вестибюля выполнил Игнасио Диас Олано, фрески в главном зале — Ансельмо Гинея-и-Угальде, витражи изготовлены в Антверпене.
В 1938 году, во время гражданской войны, общество было распущено, а здание перешло в собственность государства, но через несколько лет выкуплено городским советом Бильбао. В 1956 году городской совет принял решение о размещении библиотеки и городского архива в этом здании.
Наводнения 1983 года нанесли зданию значительный ущерб, и в течение пяти последующих лет проводилась его реставрация. В 1988 году библиотека снова была открыта. В 2015 году была начата реставрация фасада.

## Современное состояние
Директором библиотеки является Фелиса Санс.

### Фонд
Объём фонда библиотеки Бидебарриэта составляет 265 758 единиц, в том числе:
- 239 966 книг;
- 3 511 периодических изданий;
- 1 474 электронных документа;
- 11 390 CD-дисков;
- 8 437 DVD-дисков;
- 980 документов других типов[2].

Старейшие издания библиотеки датируются XVI веком.

## Галерея

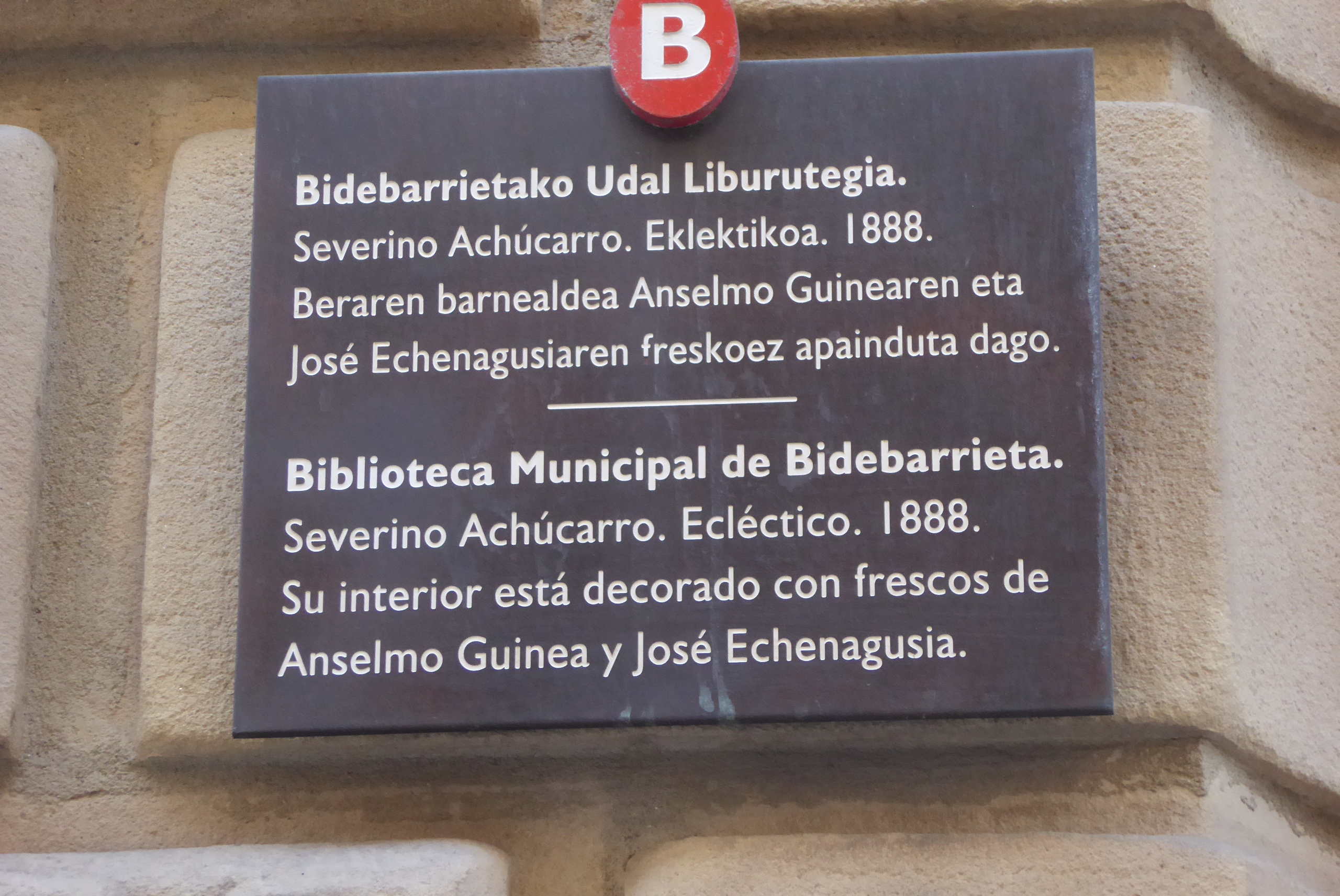
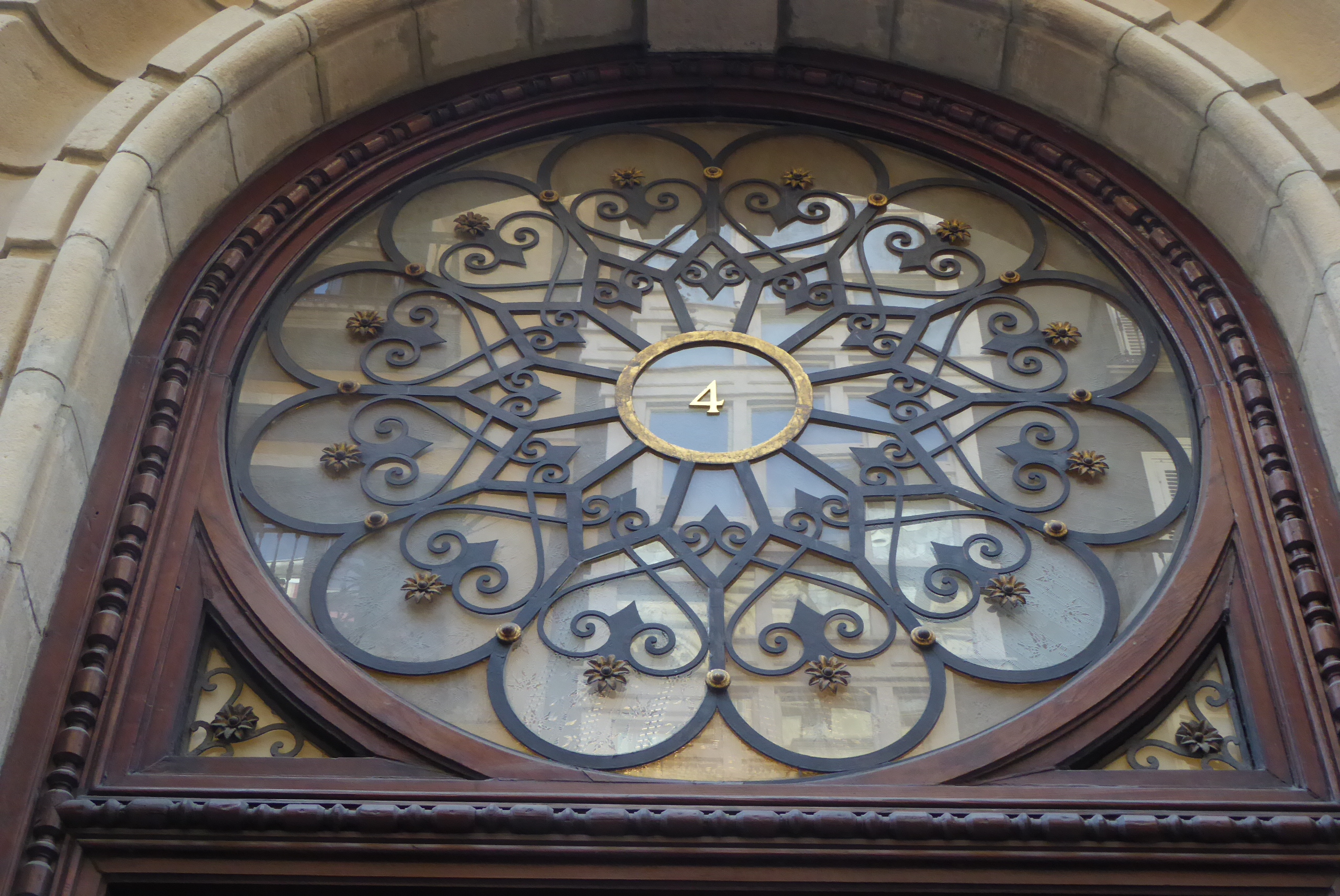
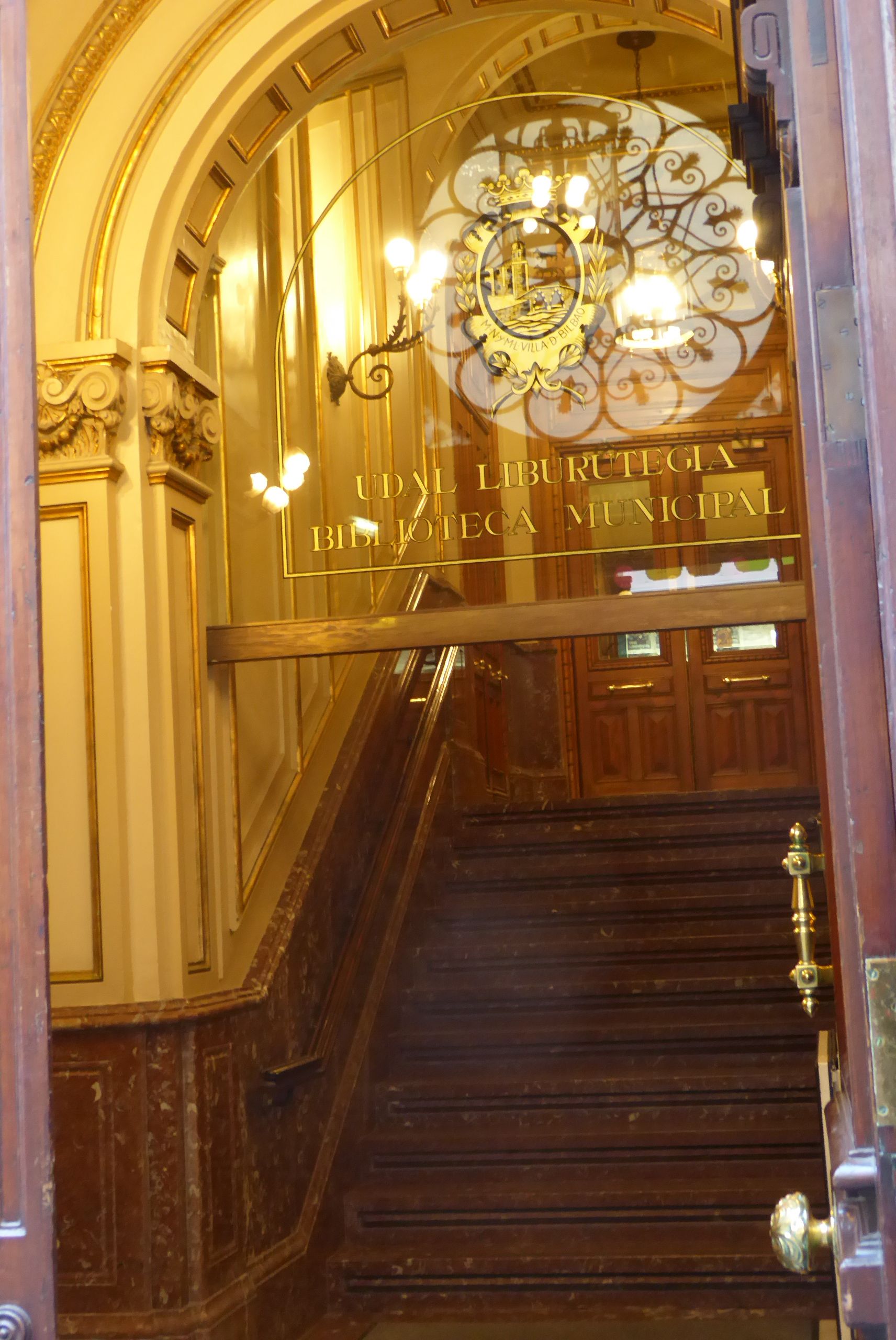
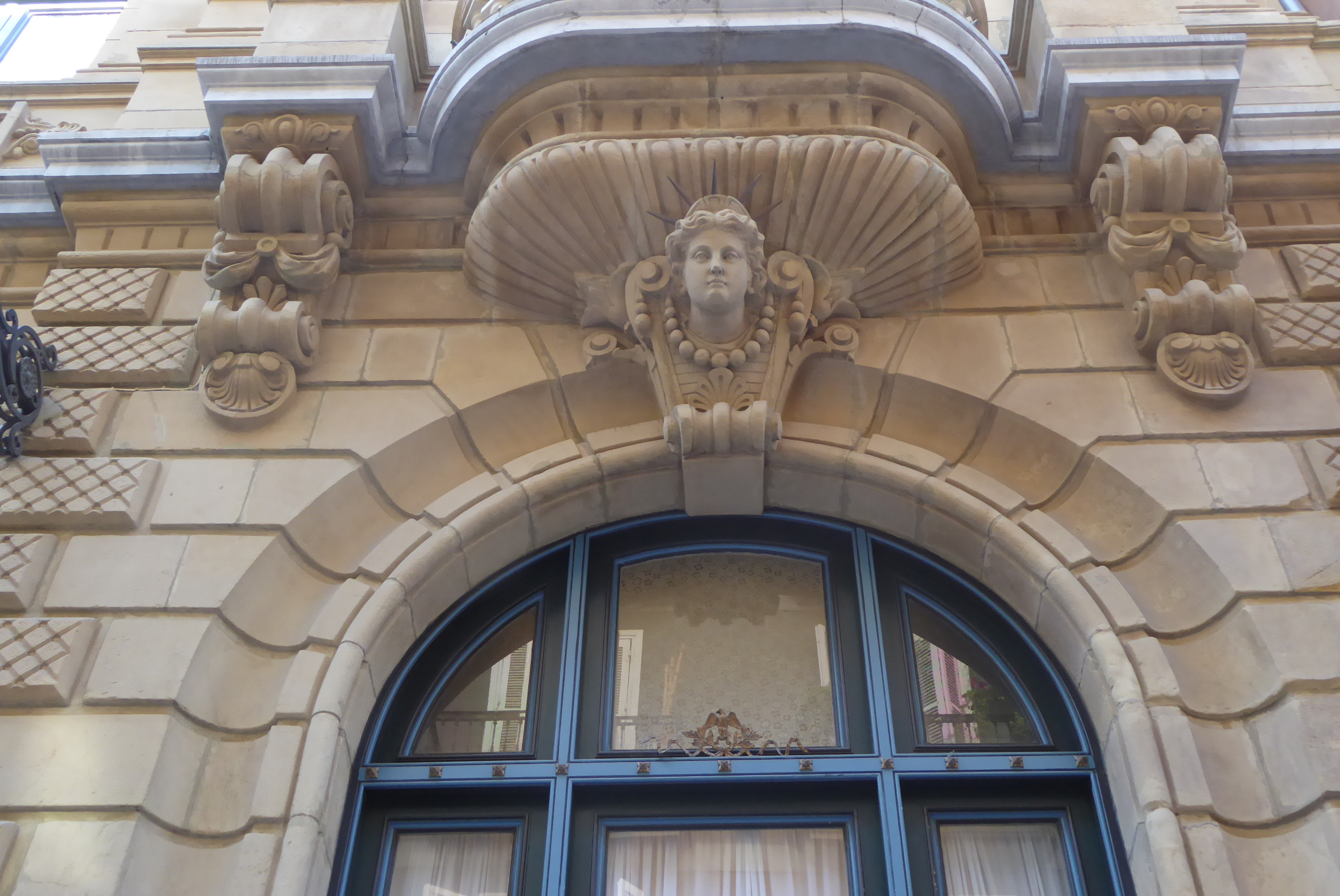
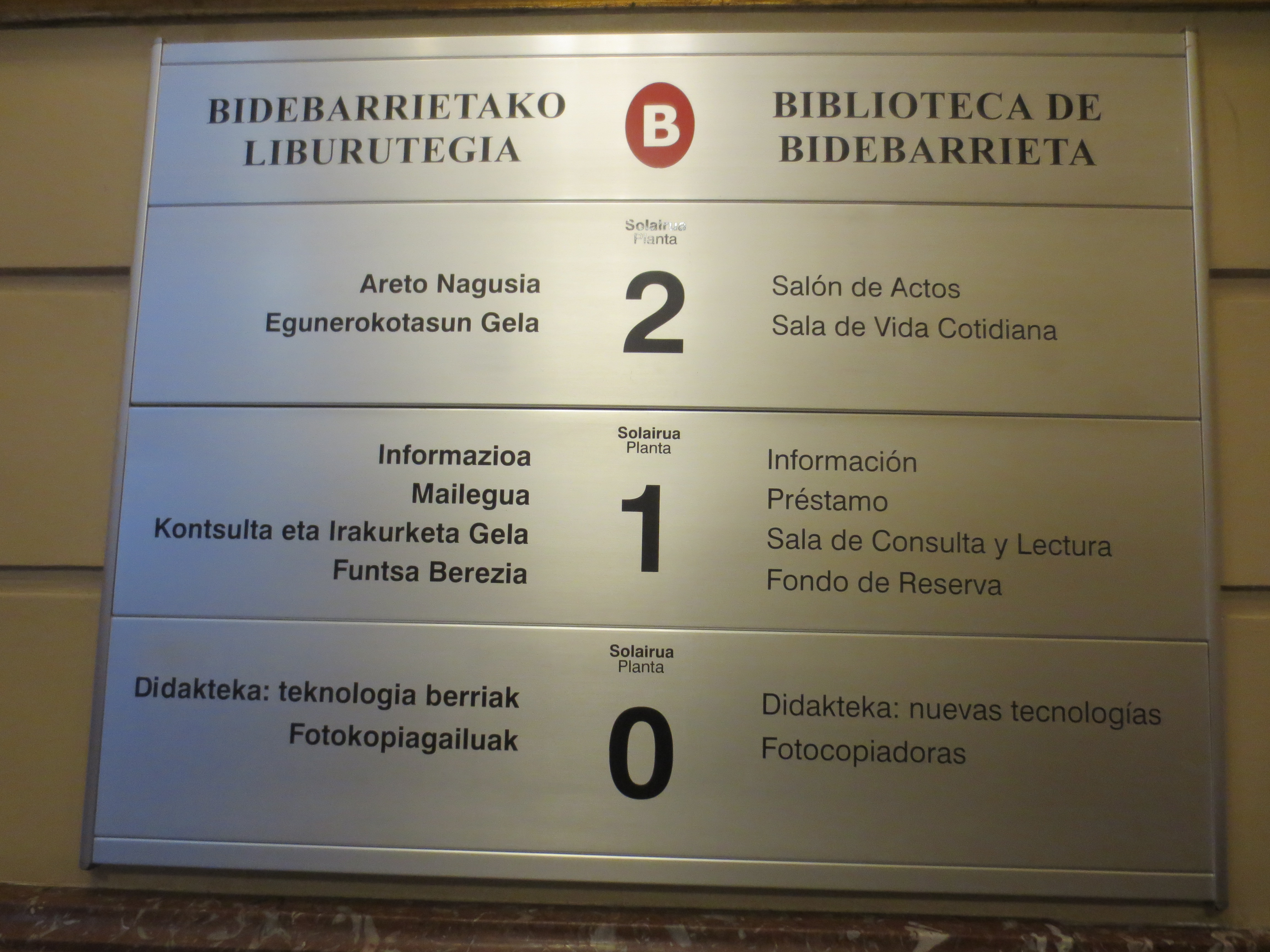
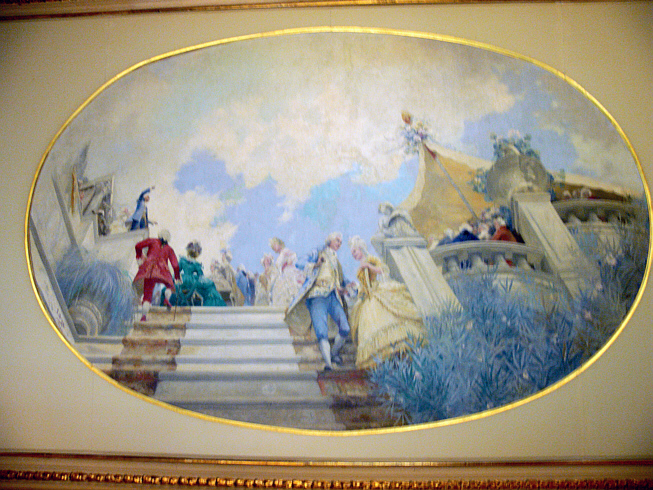
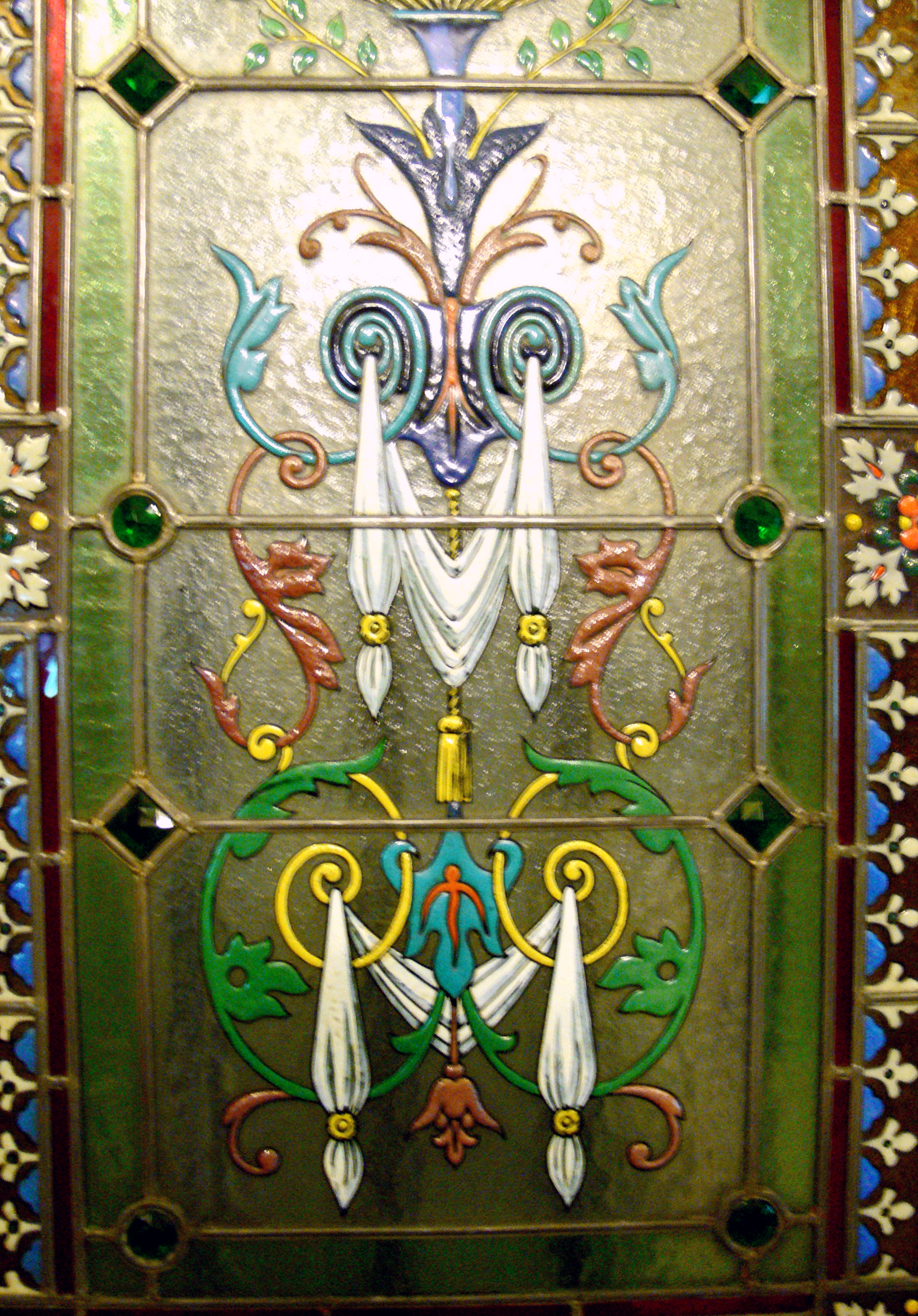
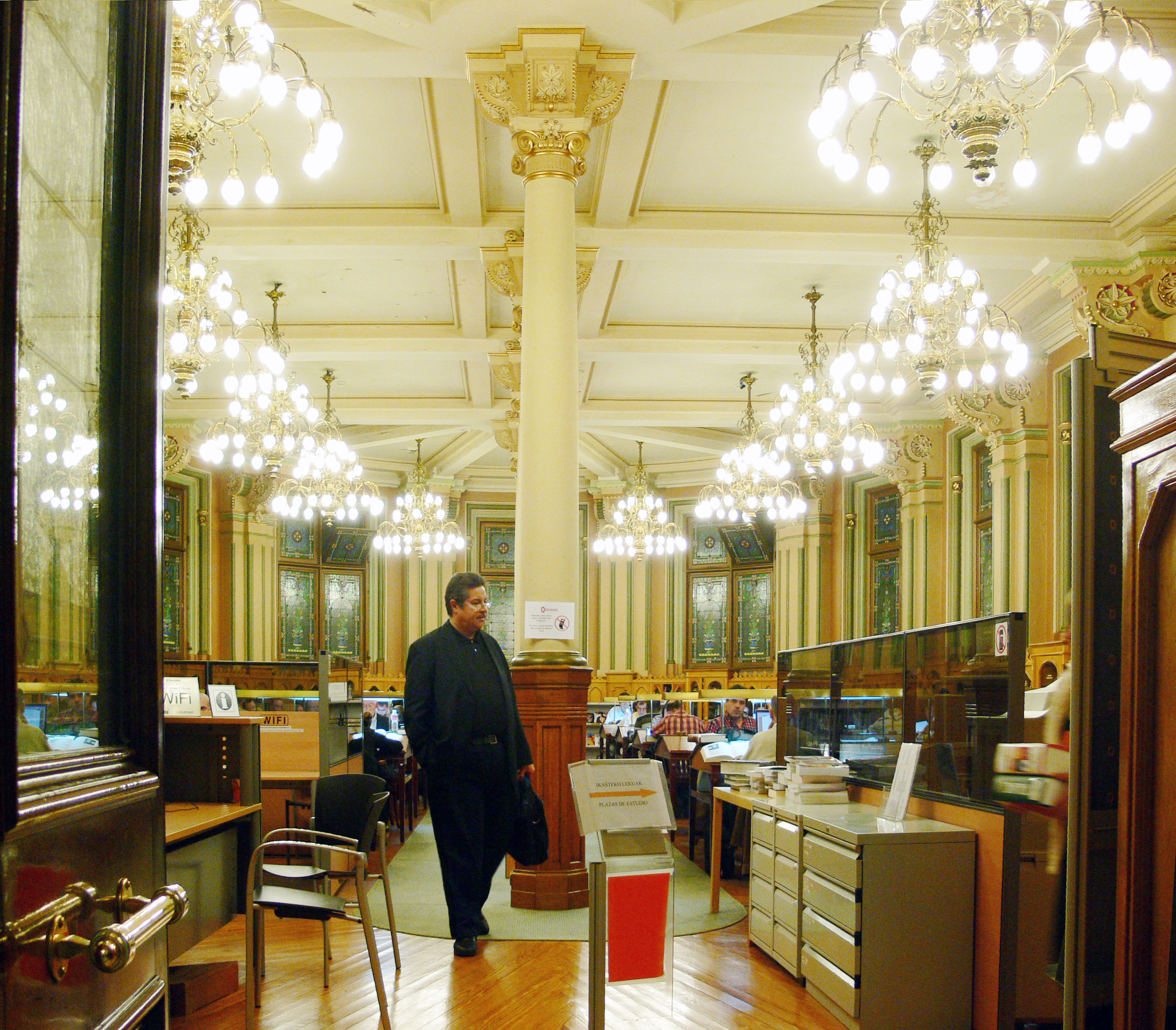
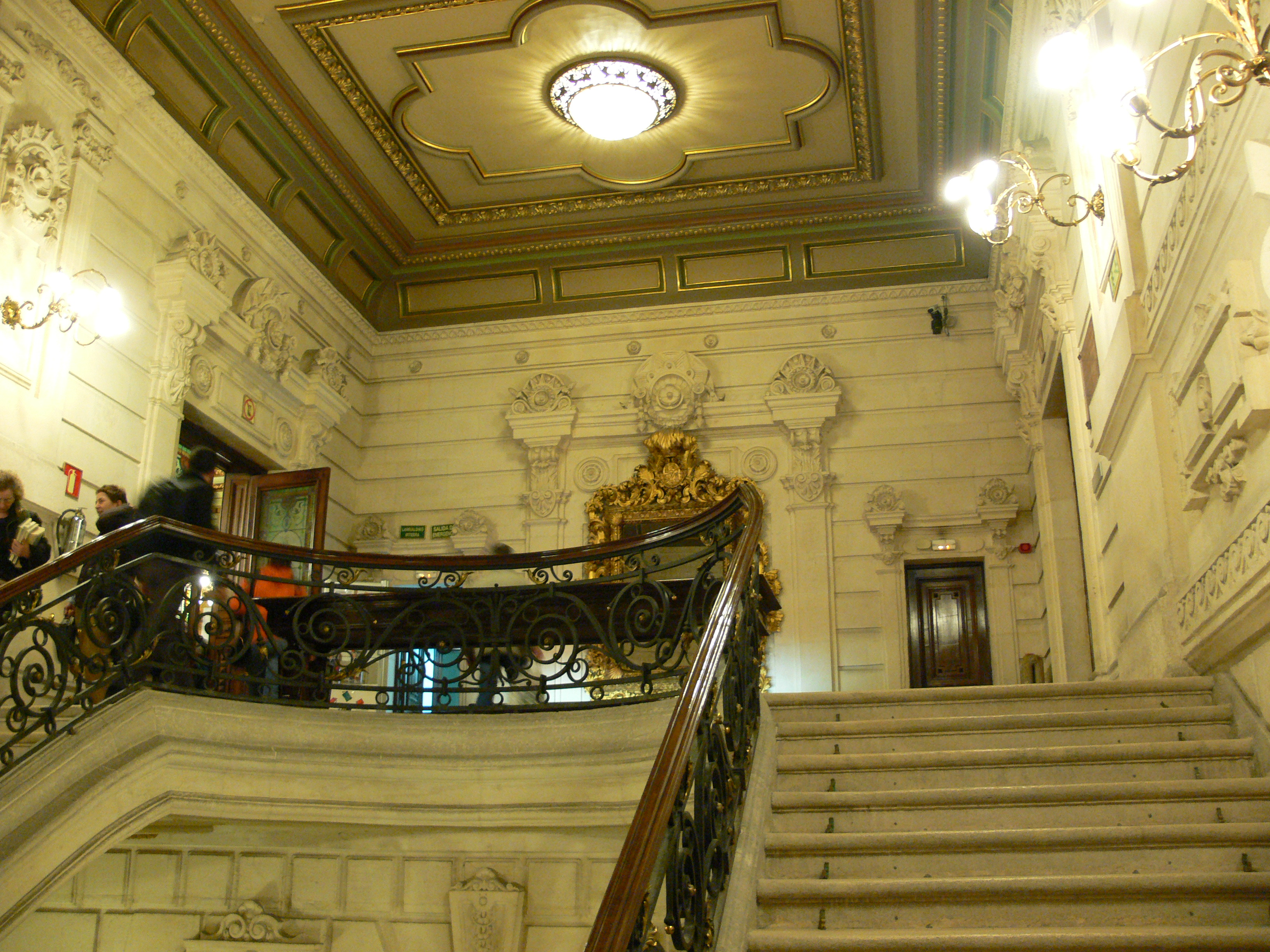
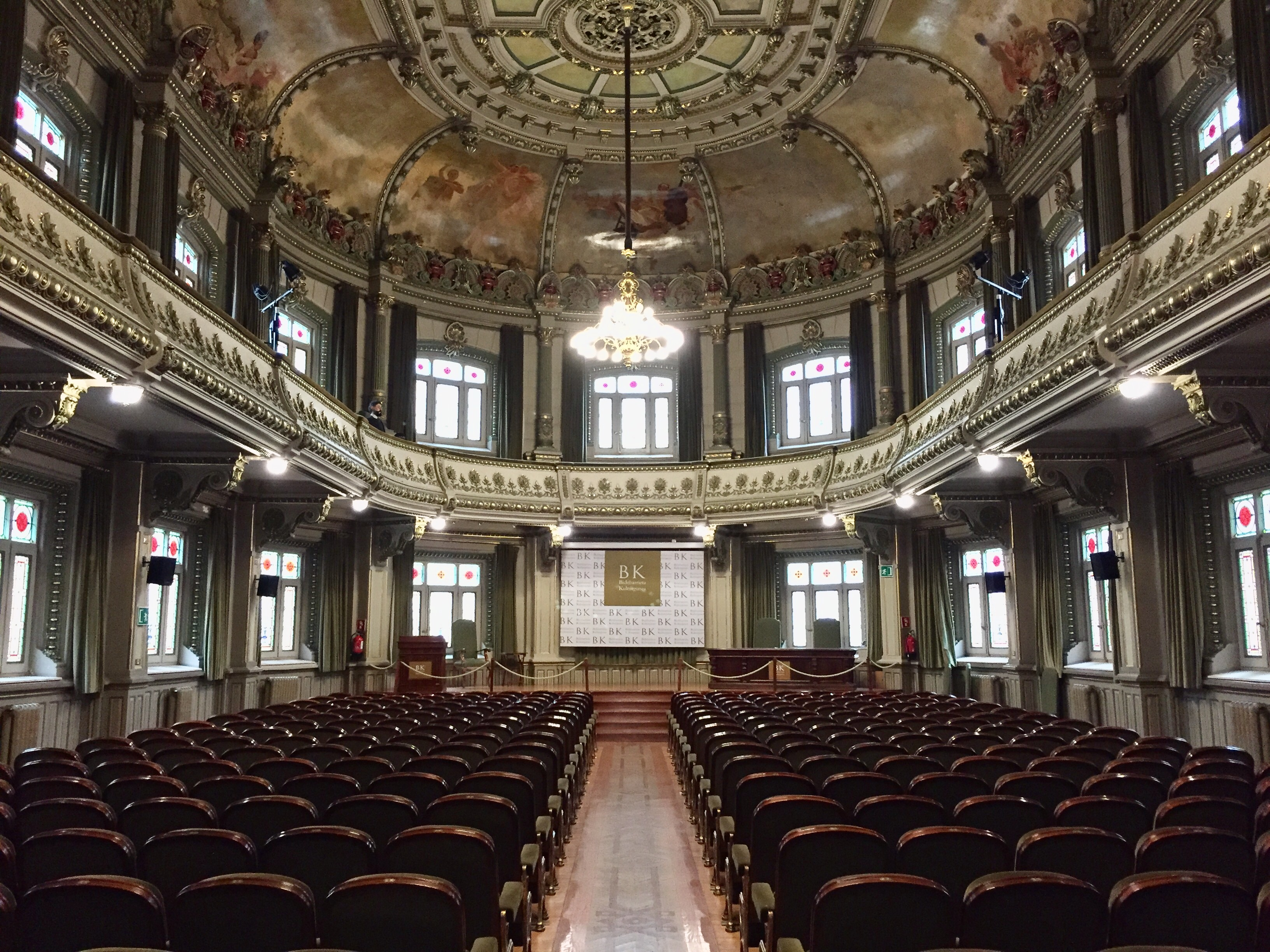